# Чжу Гуанхуа
Чжу Гуанхуа (кит. трад. 朱光華, упр. 朱光华, пиньинь Zhū Guānghuá; 1964—2005) — китайский ботаник, ученик Томаса Кроата.

## Биография
Родился 17 января 1964 года в городе Маньчжурия. Учился в Нормальном университете Внутренней Монголии, в 1985 году получил степень бакалавра, в 1988 году — степень магистра.
С 1990 года работал над диссертацией доктора философии в Университете Миссури в Сент-Луисе и Ботаническом саду Миссури. Для сбора гербария путешествовал по Центральной и Южной Америке. В 1995 году защитил диссертацию под руководством специалиста по ароидным Томаса Кроата, в которой рассматривал систематику рода Dracontium. Вскоре после защиты диссертации начал принимать участие в подготовке многотомной монографии Flora of China, с 2001 года работал одним из её редакторов.
В октябре 1999 года Чжу Гуанхуа женился на Фэн Юсин.
Осенью 2002 года у Чжу был диагностирован рак лёгкого. После лечения и двухлетнего периода ремиссии, летом 2005 года болезнь вернулась. 2 ноября 2005 года Чжу Гуанхуа скончался.

## Некоторые научные публикации
- Zhu G.-H., Grayum, M. H. Two Hitherto Confused Species, Dracontium polyphyllum and D. asperum (Araceae), and Typification of Their Names // Taxon. — 1995. — Vol. 44(4). — P. 519—523.
- Zhu G.-H. Systematics of Dracontium L. (Araceae). — 1996. — 311 p.
- Zhu G.-H., Chen S.-L. Nomenclatural Novelties in Chinese Elymus (Poaceae, Triticeae) // Novon. — 2002. — Vol. 12(3). — P. 424—429.
- Zhu G.-H., Croat, T. B. Revision of Dracontium (Araceae) // Annals of the Missouri Botanical Garden. — 2004. — Vol. 91(4). — P. 593—667.
- Zhu G.-H., Li H., Li R. A Synopsis and a New Species of the E Asian Genus Pinellia (Araceae) // Willdenowia. — 2007. — Vol. 37(2). — P. 503—522.

## Некоторые виды растений, названные именем Чжу Гуанхуа
- Elymus zhui S.L.Chen, 2006, nom. nov.
- Philodendron zhuanum Croat, 1997
- Schefflera zhuana Lowry & C.B.Shang, 2006